# They (игра)
They (рус. они) — компьютерная игра, разработка которой остановлена на неопределённое время. «They» разрабатывался польской компанией Metropolis Software как шутер от первого лица. Изначально выпуск игры запланирован на 2009 год, однако в связи с расформированием разработчика разработка самой игры была остановлена на неопределённое время. Целевыми платформами являются персональный компьютер и игровые приставки Xbox 360 и PlayStation 3.

## Сюжет
Действие игры происходит в 2012 году в Лондоне, британской столице. Главным героем является солдат вооружённых сил, который работает вместе со своим боевым товарищем, пилотом. Главной проблемой к тому времени становится терроризм. Внезапно страна подвергается массированному нападению роботов, намерения которых неизвестны. Через некоторое время игрок обнаруживает, что роботами управляет инопланетная раса, называемая Фантомами.

## Особенности
Заявлено, что игра будет поддерживать DirectX 10. Одиночная кампания на прохождение будет занимать около 12 часов. В многопользовательском режиме есть «deathmatch» и «team deathmatch». Одним из отличительных элементов геймплея будет возможность игрока модифицировать своё оружие с помощью разных компонентов, которые необходимо собирать в процессе прохождения игры. Эта особенность, называемая «Weapons Tuning System» (рус. Система настройки оружия), позволит игрокам приспосабливать своё вооружение к текущей игровой ситуации.

## Разработка
На международной выставке Games Convention 2007, которая проходила в Германии с 22 по 26 августа 2007 года, разработчики продемонстрировали «They» ограниченной группе людей «за закрытыми дверьми».
Так как в сентябре-ноябре 2009 года компания Metropolis Software была закрыта, разработка «They» остановлена на неопределённое время. Однако данные сведения официально не подтверждены.
В 2018 году в сети появился 7-минутный ролик, содержащий небольшой отрывок геймплея.

## Прекращение разработки
В конце января 2010 года один из основателей CD Projekt RED Марцин Ивиньский (пол. Marcin Iwiński) в интервью BigDownload заявил о том, что разработка «They» была остановлена, а все ресурсы компании Metropolis Software теперь сосредоточены на разработке The Witcher 2: Assassins of Kings. Причиной этого были названы неблагоприятные экономические условия.